# Nemzeti Front (Csehszlovákia)
A Nemzeti Front (csehül Národní fronta, szlovákul Národný front) Csehszlovákiában eredetileg azoknak a pártoknak a koalíciója volt, amelyek a második világháborút követően az újraegyesült országot kormányozták egymással koalícióban 1945 és 1948 között. Az ezt követő negyven évben a Kommunista Párt egyik politikai ügynöksége volt, amelyben kizárólagos vezető szerepét gyakorolta, a magyar Hazafias Népfronthoz és elődeihez hasonlóan.
Miután 1989-ben a bársonyos forradalom véget vetett a csehszlovák kommunista rezsimnek, a Nemzeti Frontot feloszlatták.

## Fordítás
- Ez a szócikk részben vagy egészben  a   National Front (Czechoslovakia) című angol Wikipédia-szócikk ezen változatának fordításán alapul.  Az eredeti cikk szerkesztőit annak laptörténete sorolja fel. Ez a jelzés csupán a megfogalmazás eredetét és a szerzői jogokat jelzi, nem szolgál a cikkben szereplő információk forrásmegjelöléseként.